# Lídiya Tijomírova
Lídiya Tijomírova –en ruso, Лидия Тихомировa– es una deportista soviética que compitió en ciclismo en la modalidad de pista. Ganó una medalla de bronce en el Campeonato Mundial de Ciclismo en Pista de 1962, en la prueba de persecución individual.

## Medallero internacional
| Campeonato Mundial | Campeonato Mundial | Campeonato Mundial | Campeonato Mundial      |
| Año                | Lugar              | Medalla            | Competición             |
| ------------------ | ------------------ | ------------------ | ----------------------- |
| 1962               | Milán ( Italia)    | Medalla de bronce  | Persecución por equipos |